# ستينويك
ستينويك (تنطق بالهولندية: [ˈsteːnˌʋɛi̯k] ؛ اللغة الألمانية الدنيا: Steenwiek ، Stienwiek الإنجليزية: Stenwick) هي مدينة في مقاطعة أوفرايسل الهولندية. تقع في بلدية ستينفايكرلاند. هي أكبر مدينة في البلدية.
حصلت ستينويك على حقوق المدينة في عام 1327. في حرب الثمانين عامًا (1568–1648) احتلها الإسبان عام 1581، لكن استعادها الهولنديون عام 1592 .
كانت ستينويك بلدية منفصلة حتى عام 2001، عندما اندمجت مع برودرويد ويجسيلهام. تم تسمية البلدية الجديدة لأول مرة باسم «ستينويك»، ولكن تم تغيير اسمها في عام 2003 إلى «ستينويكيرلاند».

## معرض الصور

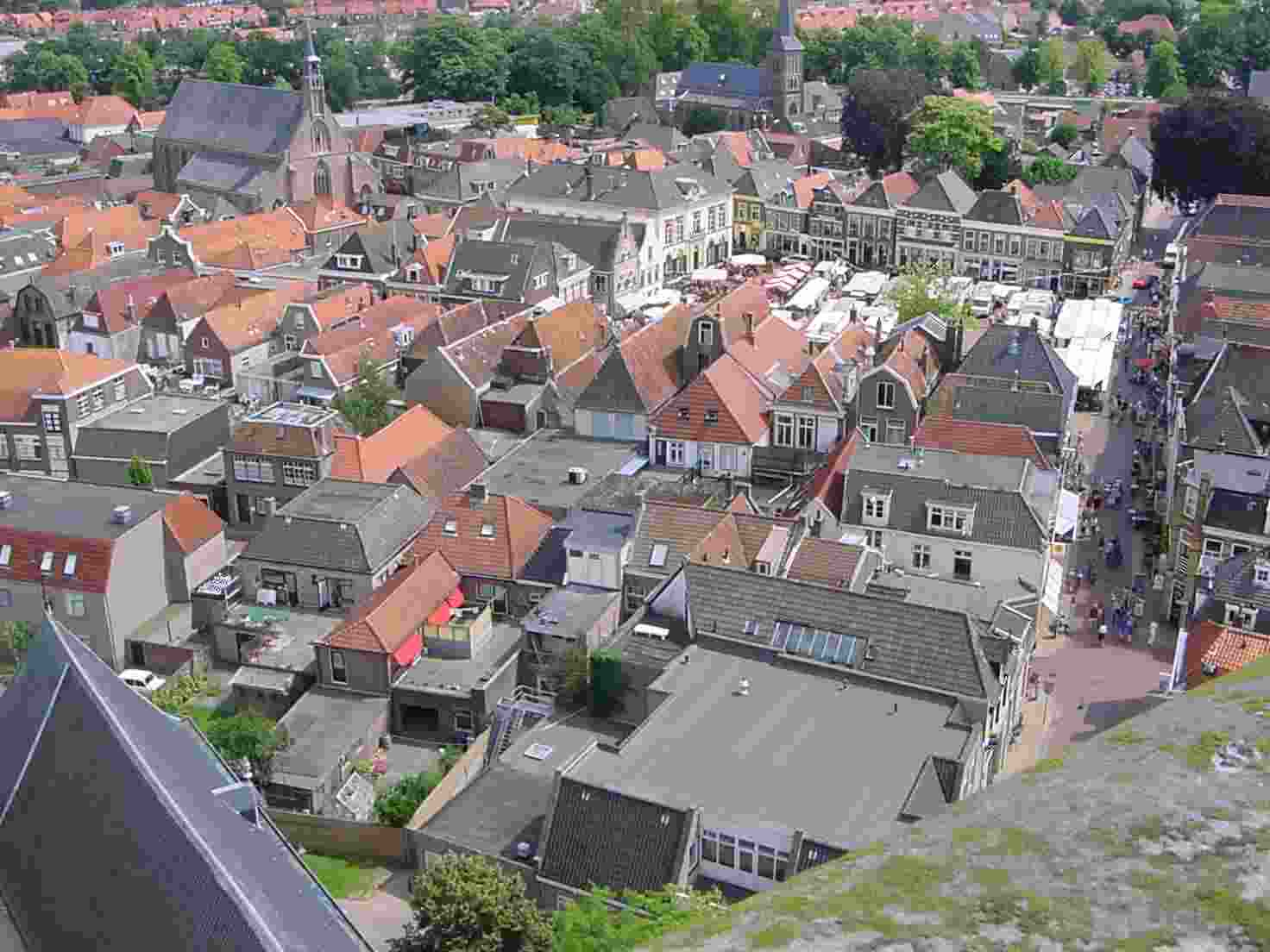
عرض في وسط المدينة من برج سانت كليمنس.
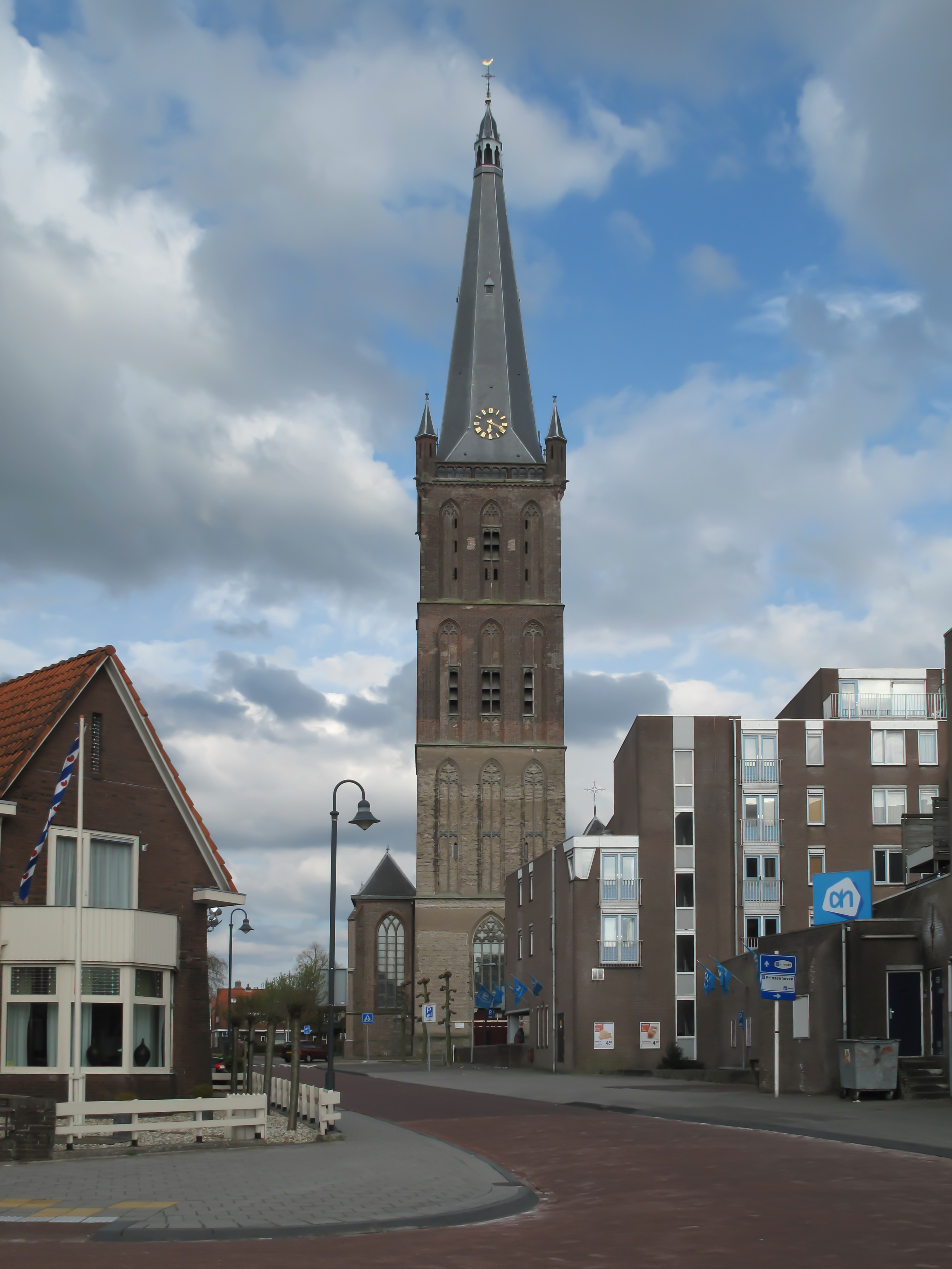
الكنيسة: دي غروت سينت كليمنسكيرك
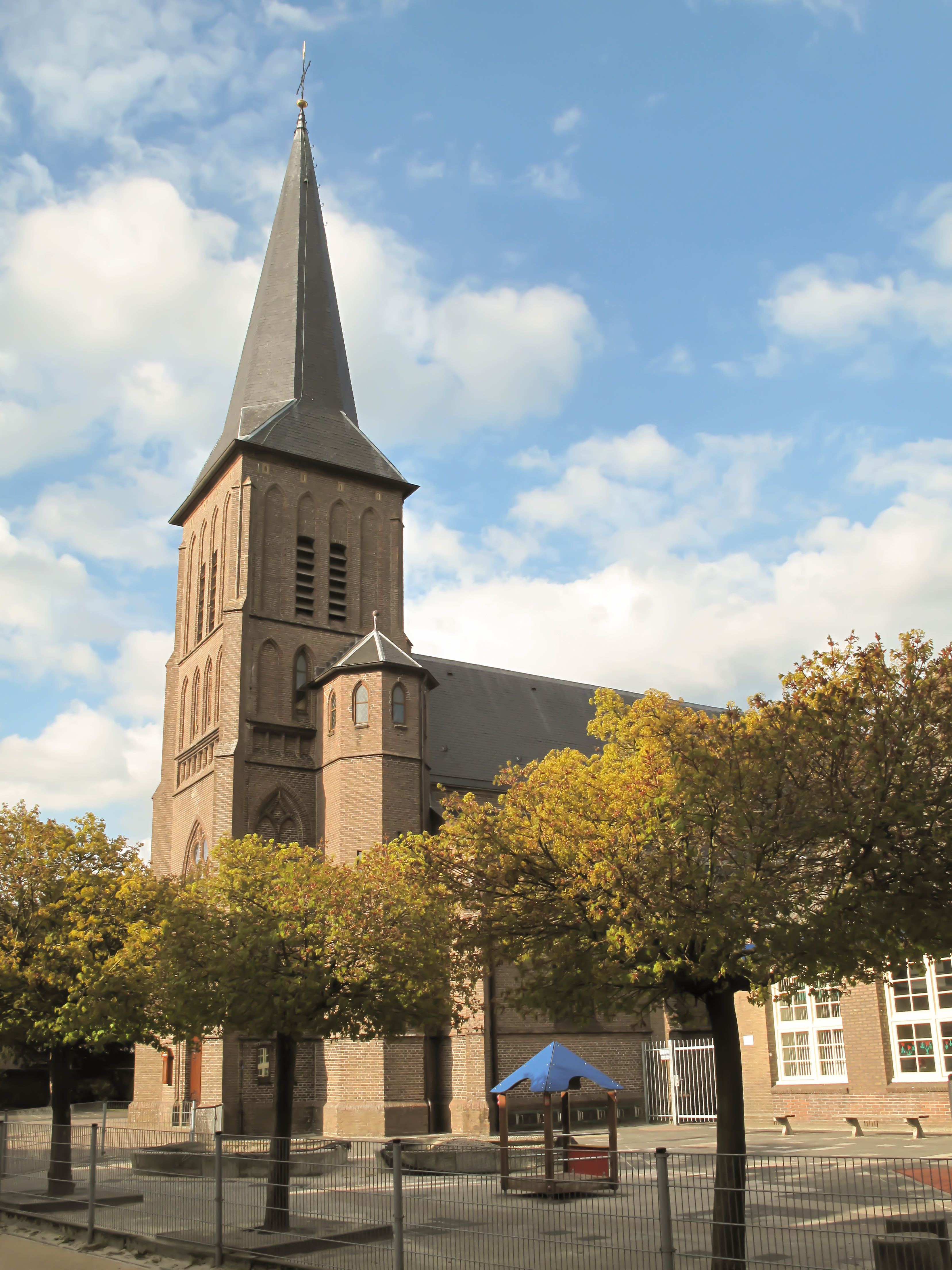
الكنيسة: دي كليمنسكيرك
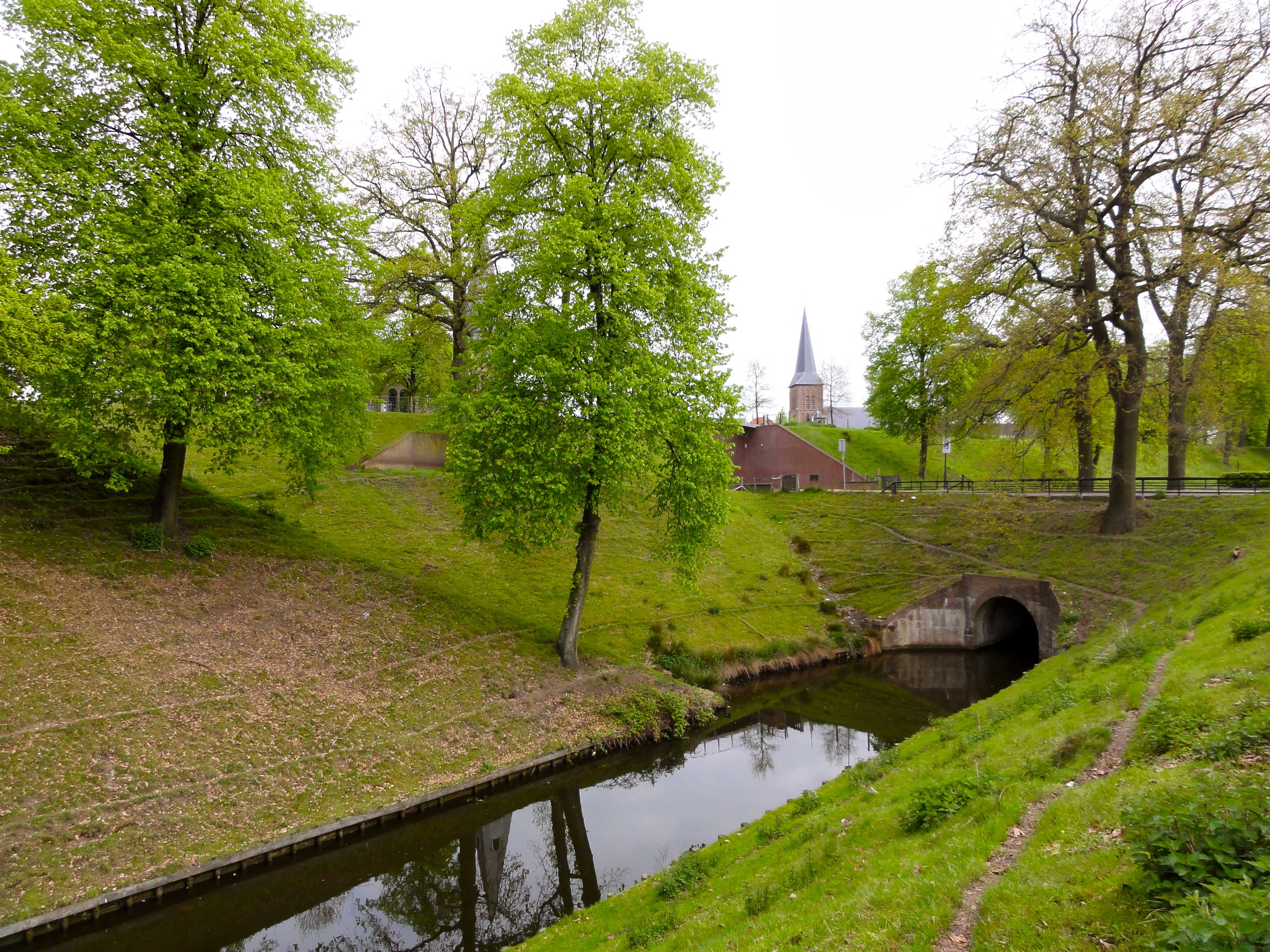
تحصينات مع بوابة حول مدينة ستينويك القديمة.
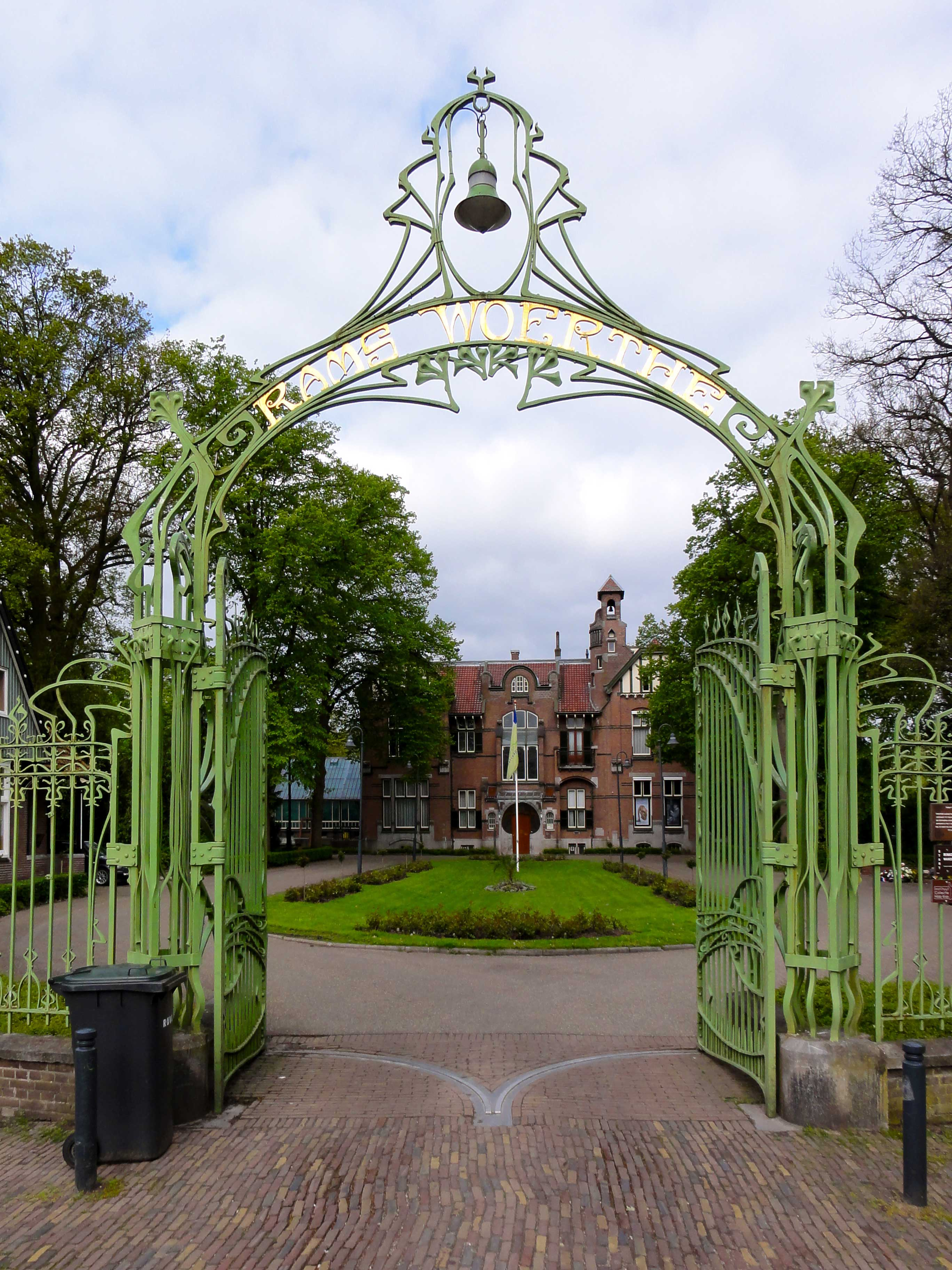
فيلا على طراز فن الآرت نوفو Rams Woerthe .

## روابط خارجية
- J. Kuyper, Gemeente Atlas van Nederland, 1865-1870, "Steenwijk". خريطة للبلدية السابقة، حوالي عام 1868.
- قم بزيارة STEENWIJK